# Nothobranchius interruptus
Nothobranchius interruptus – gatunek ryby z rzędu karpieńcokształtnych. Występuje w Kenii. Osiąga do 6,5 cm długości.